# Кляйнкаль
Кляйнкаль (нім. Kleinkahl) — громада в Німеччині, розташована в землі Баварія. Підпорядковується адміністративному округу Нижня Франконія. Входить до складу району Ашаффенбург. Складова частина об'єднання громад Шелькріппен.
Площа — 11,86 км2. Населення становить 1865 ос. (станом на 31 грудня 2020).

## Галерея

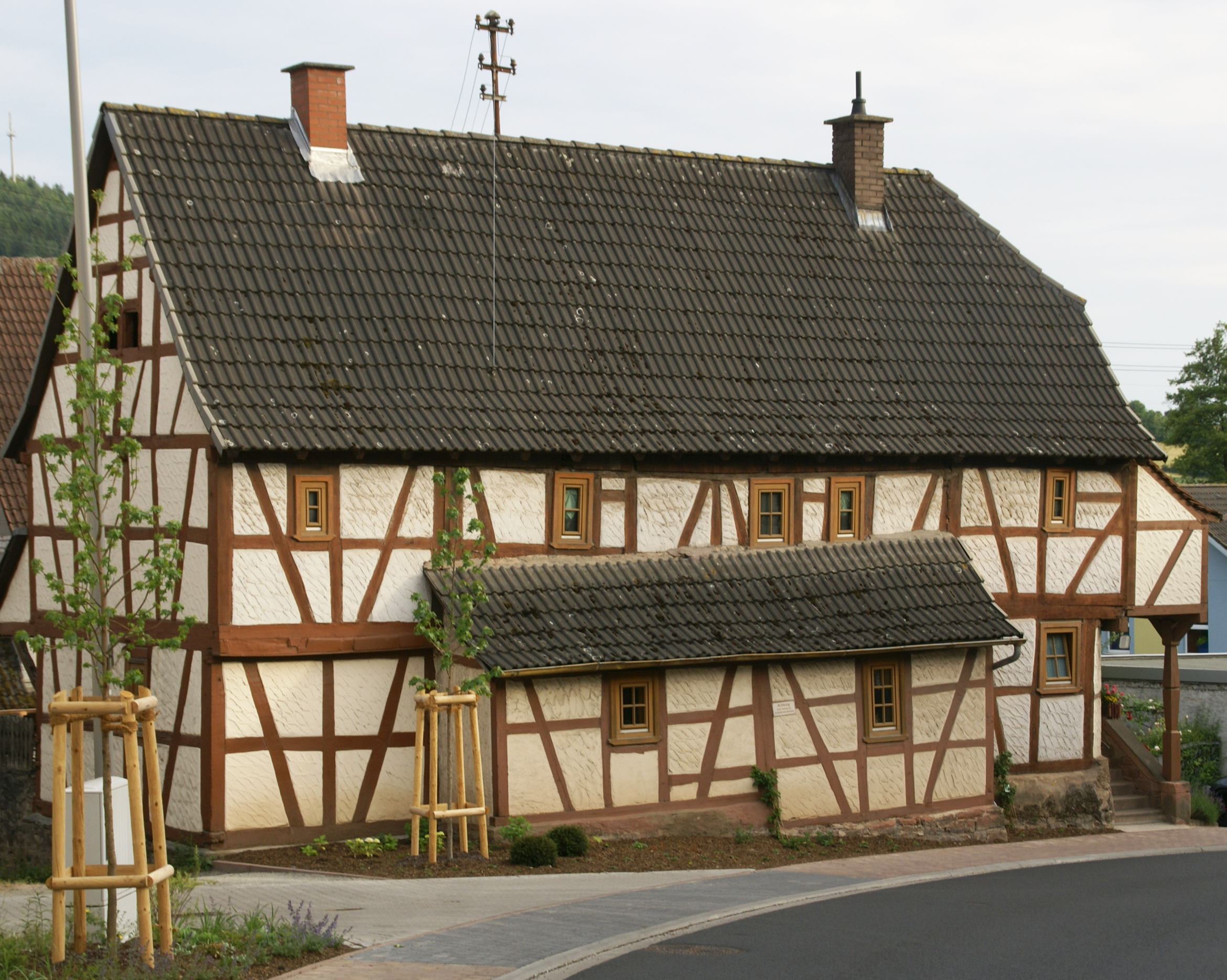
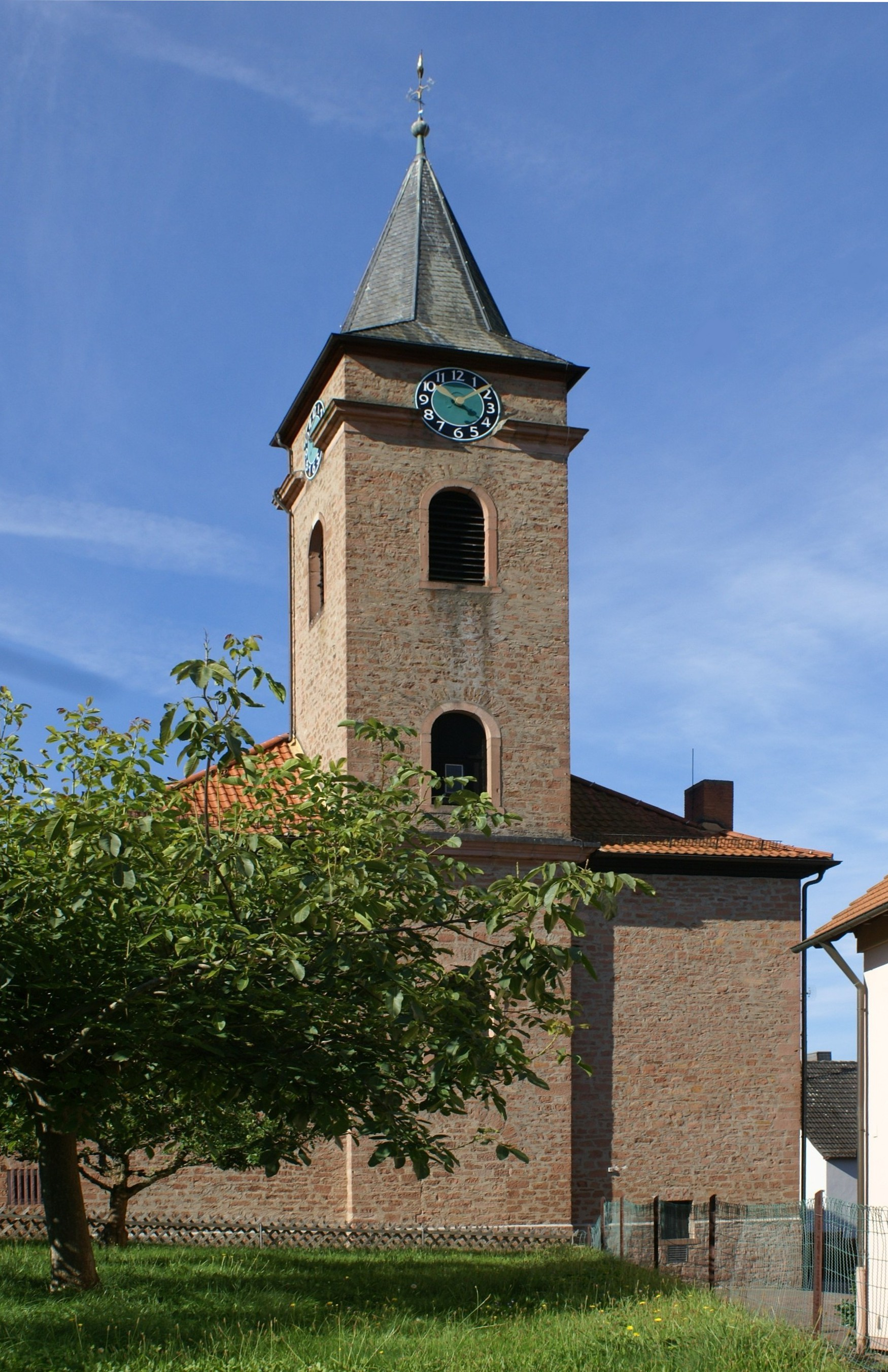
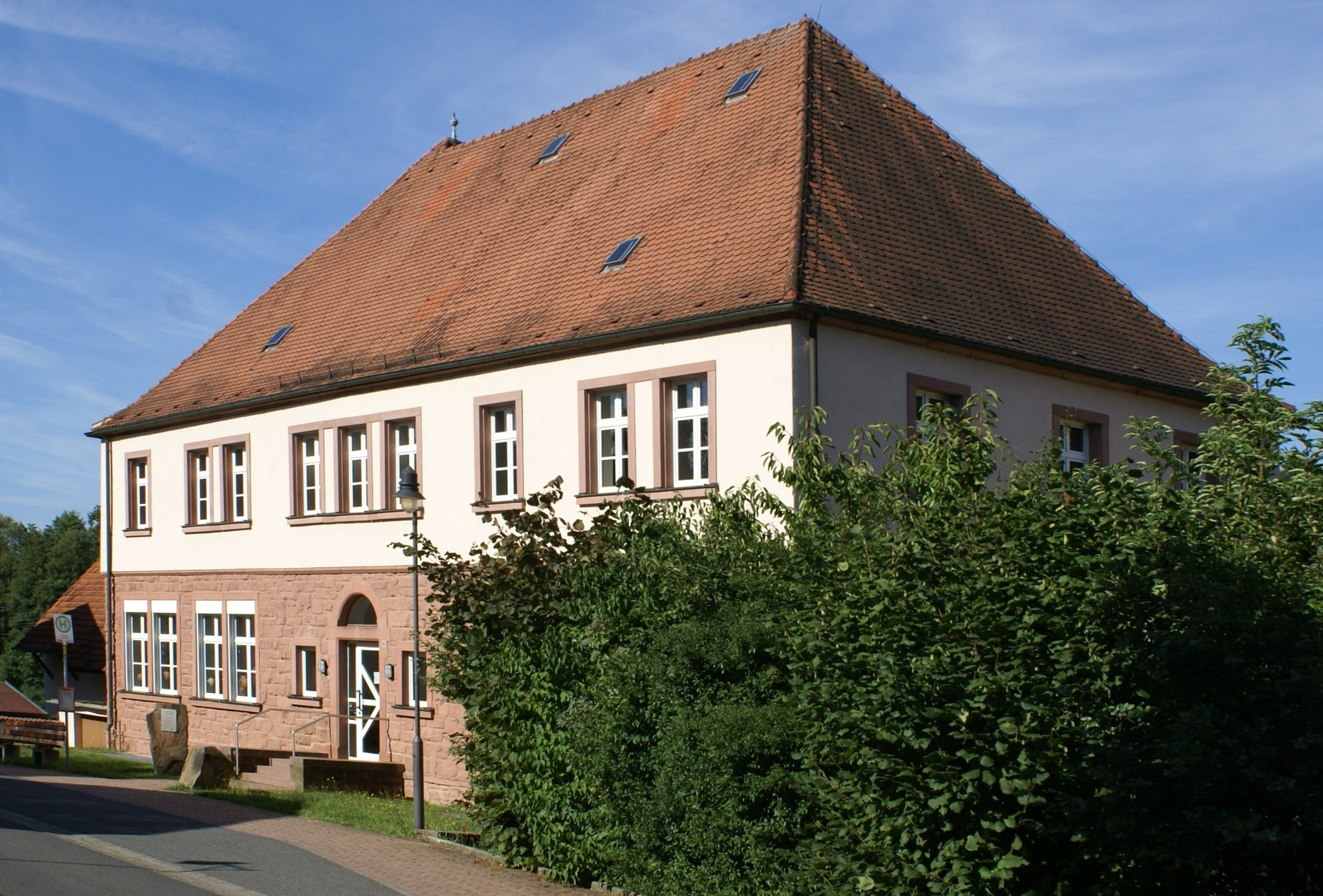